# Salle de Flore
La salle de Flore est une somptueuse salle située dans le Palais des ducs de Bourgogne à Dijon dans son secteur sauvegardé.

## Histoire
Initialement, il s'agissait de la "salle des festins" au palais des états, succédant ainsi à l'actuelle 'salle des tombeaux'. Cette salle, dont le décor évoque les batailles des Princes de Condé, servait alors de salle des fêtes. Elle accueille ensuite l’école des beaux-arts qui s’installera plus tard en 1784 dans l’aile gauche du palais des ducs. Elle est proclamée salle de Flore depuis 1786. La mairie y emménage en 1831, la salle de Flore appartient donc aujourd'hui à l'hôtel de ville. Située dans la partie Ouest du palais, elle donne sur la cour de Flore et la rue des Forges. Elle sert principalement de salle pour le Conseil municipal mais accueille également d'autres événements comme des concerts ou des réceptions.

## Galerie

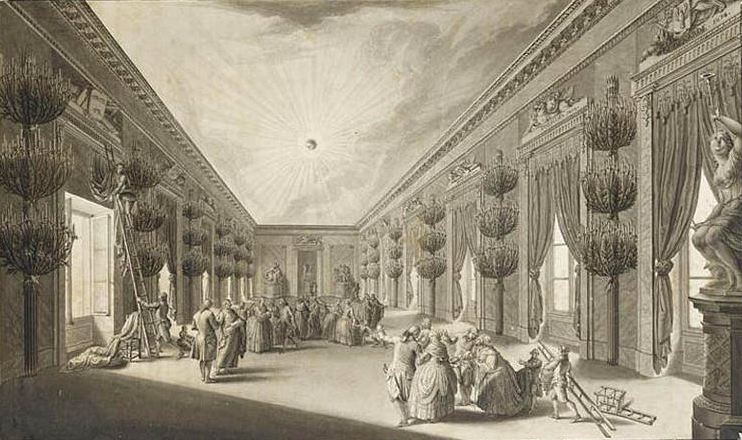
Salle des festins au palais des états à Dijon en 1784
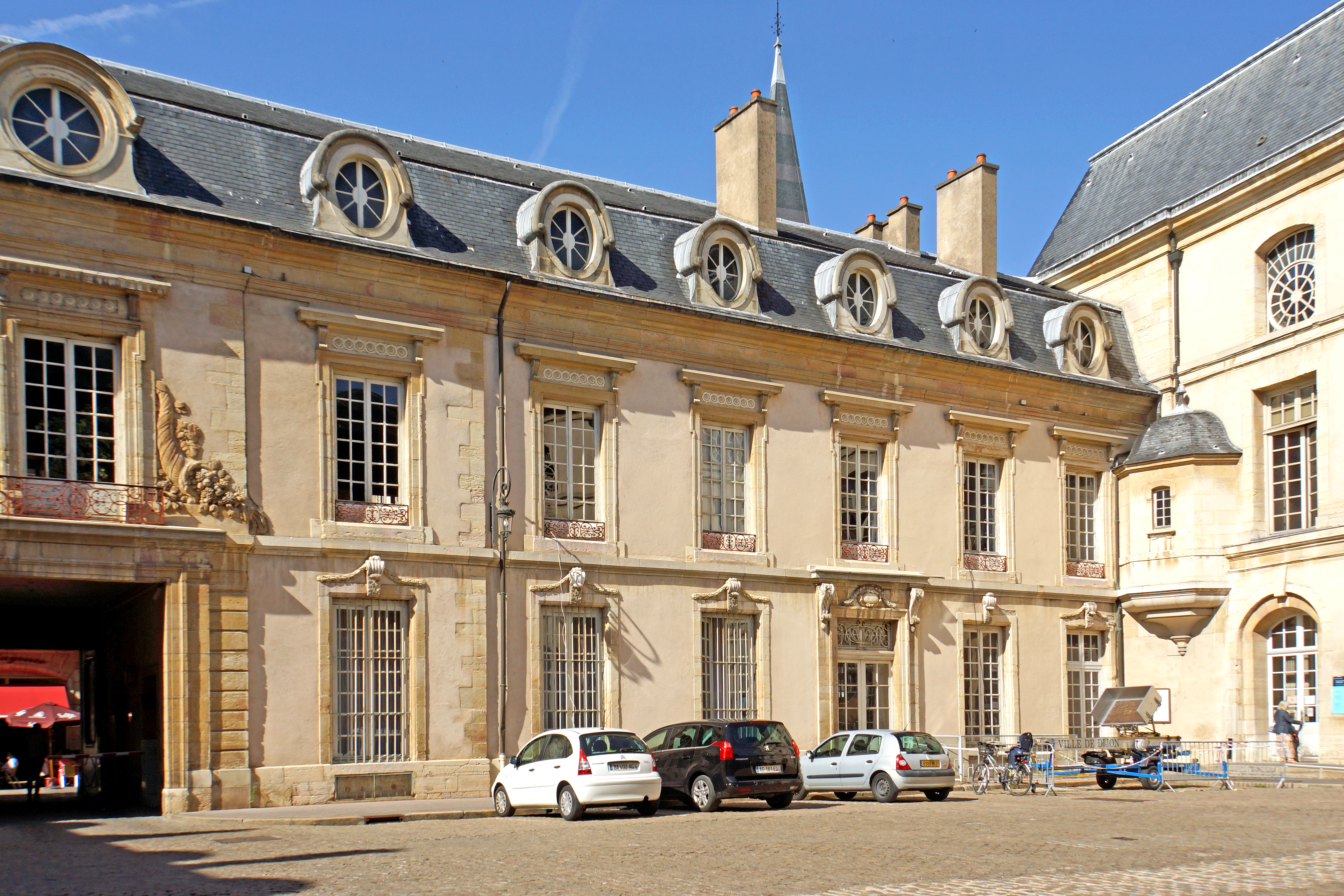
Salle de Flore vue de l'extérieur depuis la cour intérieure du même nom.
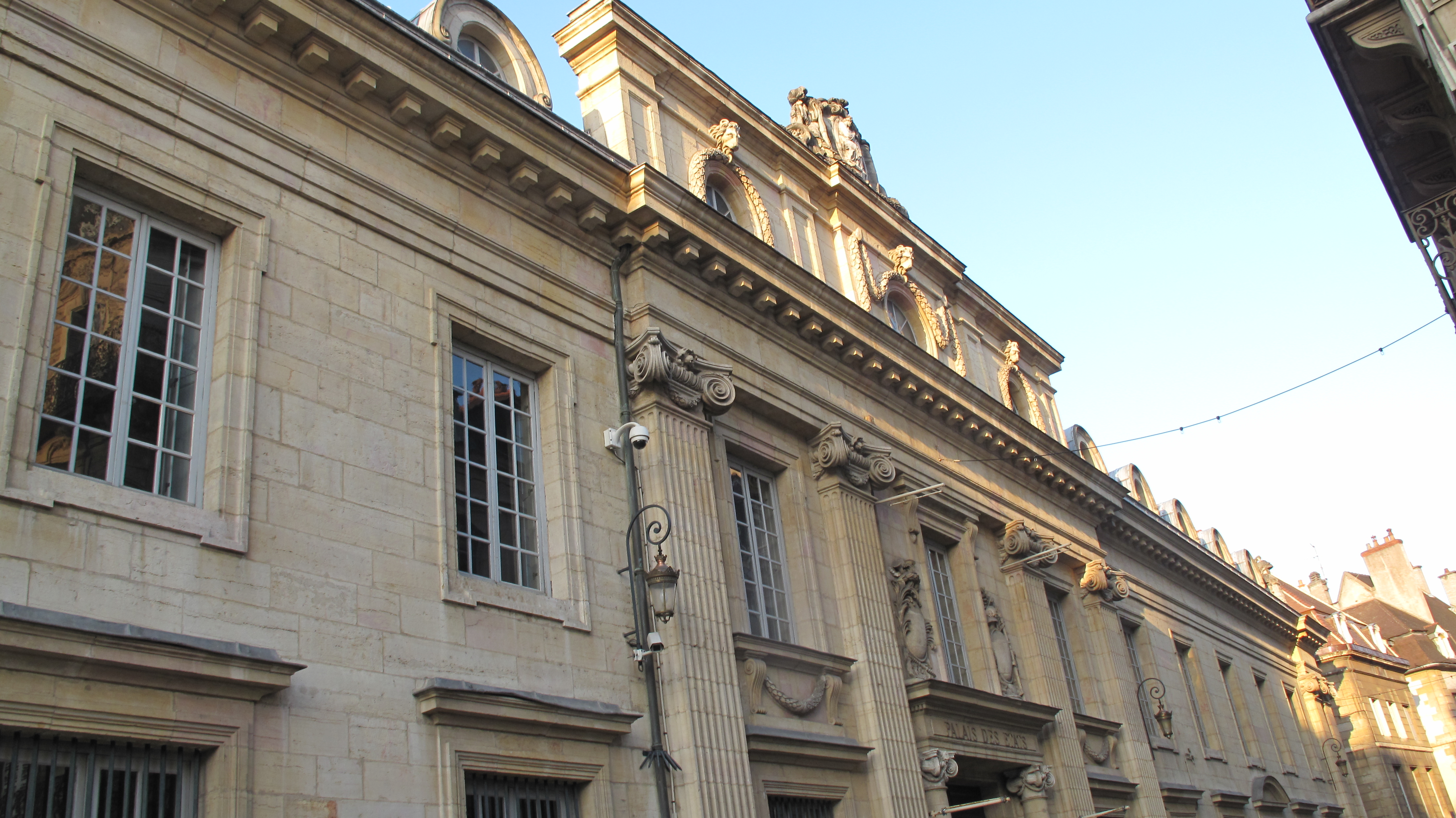
Salle de Flore vue de l'extérieur depuis la rue des Forges.